# Еліу Єль
Елайгу Єль (англ. Elihu Yale, 5 квітня 1649 — 8 липня 1721) — англійський торговець, губернатор Мадрасу, засновник Єльського університету.
Дід Елайгу Єля Томас Єль (1590-1619) походив з містечка Лландегла (Денбігшир, Уельс) був одружений з Енн Ллойд (1591-1659), дочкою Джорджа Ллойда, єпископа Честера (графство Чешир, Англія). У пари було троє дітей: Анна, Давид і Томас. У 1619 році в Честері Томас Єль вмирає. Після смерті чоловіка Енн Єль вдруге вийшла заміж в 1625 році за вдівця Теофіла Ітона (1590-1658). Від першого шлюбу Теофіол Ітон мав дочку Мері і сина Самуеля. Крім дітей від перших шлюбів у Теофіла і Енн Ітон в спільному шлюбі народилося ще троє дітей: Теофіл, Ханна і Єлизавета.
Теофіл Ітон був фермером і торговцем, одним з помітних пуритан. Протягом декількох років Ітон був агентом короля Карла I в данському суді, торгував в Лондоні. Він був зацікавлений в пуританському колоніальному розвитку і був одним з перших власників патентів і президент компанії Massachusetts Bay.
Зі своїм численним сімейством Ітон з групою пуритан емігрував до Нової Англії (Америка), на кораблі «Гектор» вони прибули в Бостон 26 червня 1637 року. Релігійним лідерам цієї групи був Джон Девенпорт. Вони хотіли заснувати власне поселення, і навесні наступного року відбули з Бостона на південь. 14 квітня 1638 року ці фірми заснували нове послений на березі протоки Лонг-Айленд і назвали його Нью-Хейвен. Теофіл Ітон був обраний першим губернатором колонії Нью-Хейвен 4 червня 1639 року і переобирався щороку аж до своєї смерті 7 січня 1658 року. Одне з головних його досягнень на посту губернатора стало створення письмових правових правил для колонії в 1655 році, пізніше відомі як «Блакитні закони штату Коннектикут».